# أوغستاون (رواية)
أوغستاون هي رواية تمت كتابتها عام 2016 من قِبل الكاتب الجامايكي كي ميلر. تم نشر أوغستاون في الولايات المتحدة في 23 أيار 2017 بواسطة بانثيون بوكس للنشر. وهي الرواية الثالثة لميلر، علماً بأنه شاعر أيضًا.

## الحبكة
يستند الكتاب إلى حادثة تاريخية حدثت عام 1921 حيث أخبر فيها الواعظ المعمداني ألكسندر بيدوارد المصلين أنه سيطير جسديًا إلى الجنة؛ وعوضاً عن ذلك كان ملتزما بحق اللجوء الجنوني. لكن باستعادة مخيلة ميلر، يثبت الواعظ بأنه قادر على الطيران بحيث يتجمع الناس في حي أوغستاون الفقير ليكونوا شاهدين على المعجزة بأنفسهم.

## الاستقبال
وبتنقيح رواية أوغستاون بمجلة ذا نيو يوركر، تقارن لورا ميلر الكتاب بـ "الصورة النمطية لـ" رواية شاعر "- أي أنها ليست استبطانية ومليئة بمقاطع طويلة من الوصف والقليل من الحبكة. وعوضاً عن ذلك، تم حشوها بشخصيات وقصص أوغستاون، وهي قرية صغيرة سابقة لضواحي سانت أندرو أسسها العبيد والتي تم تحريرها في عام 1838.
وفي عام 2017، نالت أوغستاون جائزة أو سي ام بوكاس للأدب الكاريبي.